# Bivalirudina
Bivalirudina è un farmaco inibitore diretto della trombina reversibile (DTI), prodotta dalla The Medicines Company e commercializzato con i nomi: Angiomax or Angiox, si somministra per via endovenosa e esclusivamente per uso ospedaliero.

## Farmacodinamica
La bivalirudina è un breve, peptide sintetico altamente specifico e potente come inibitore reversibile della trombina. 
Agisce sia sulla trombina circolante che sui coaguli già formati inibendo l'aggregazione dovuta alla attivazione piastrinica mediata dalla trombina.
La trombina ha un ruolo centrale nel processo trombotico: essa agisce scindendo il fibrinogeno in monomeri di fibrina e converte il Fattore XIII a Fattore XIIIa. Ciò favorisce la formazione di una rete di fibrina con legami incrociati che stabilizzano il trombo. La trombina inoltre favorisce l'attivazione delle piastrine e ne favorisce l'aggregazione. La bivalirudina interferisce con tutte queste azioni.

## Farmacocinetica
La biodisponibilità della bivalirudina, somministrata per via endovenosa è completa. L'inizio d'azione è rapido e l'emivita breve. Il legame con le proteine plasmatiche è nullo, con l'eccezione della trombina a cui la molecola si lega selettivamente. Anche per questo motivo la risposta antitrombotica è facilmente prevedibile. Nell'organismo la bivalirudina è metabolizzata da diverse proteasi. L'eliminazione del farmaco avviene per il 20% per via urinaria in forma immodificata. L'eliminazione della bivalirudina non è influenzata in soggetti con insufficienza epatica. L'insufficienza renale altera la clearance della molecola solo in soggetti con malattia renale molto pronunciata (clearance della creatinina < 30 ml/min)

## Usi clinici
La bivalirudina è utilizzata esclusivamente in ambito ospedaliero come anticoagulante in soggetti adulti che devono essere sottoposti ad un intervento coronarico percutaneo (PCI). In particolare l'uso è diffuso in soggetti da sottoporre a terapia reinfusiva (PCI), con infarto miocardico tipo STEMI (ovvero in cui l'elettrocardiogramma dimostra un innalzamento del tratto ST). 
I protocolli terapeutici attualmente in uso ne prevedono l'utilizzo in associazione ad acido acetilsalicilico e clopidogrel.
Numerosi studi clinici hanno messo in evidenza outcome positivi in pazienti trattati con bivalirudina e affetti da angina stabile, instabile, e infarto del miocardio con tratto ST non sopraslivellato (NSTEMI), oltre che infarto del miocardio ST sopraslivellato (STEMI). In questi studi i pazienti trattati con bivalirudina presentavano un minor numero di eventi avversi se paragonati a coloro che ricevevano la sola eparina.

## Effetti collaterali e indesiderati
L'effetto indesiderato più temibile è rappresentato dall'emorragia maggiore, possibile in qualsiasi sito, talvolta ad evoluzione fatale. Più spesso sono segnalate emorragie minori, emorragie gengivali, epistassi, emottisi, emorragie a livello faringeo e gastrointestinale (in particolare ematemesi, melena, emorragie anali).

## Controindicazioni
La bivalirudina è controindicata in soggetti con ipersensibilità nota verso il principio attivo od uno degli eccipienti della preparazione farmaceutica.
Inoltre rappresenta controindicazione il sanguinamento attivo o un aumentato rischio di sanguinamento dovuto a disordini della emostasi/coagulazione. 
L'ipertensione arteriosa scarsamente controllata e l'insufficienza renale di grado severo (clearance della creatinina < 30 ml/min) rappresentano delle controindicazioni relative.

## Interazioni
Gli studi clinici effettuati sulla possibile interazione con diversi inibitori piastrinici (acido acetilsalicilico, ticlopidina, clopidogrel, abciximab, eptifibatide e tirofiban non hanno suggerito interazioni farmacodinamiche di rilievo.